# Nguyễn Văn Lém
Nguyễn Văn Lém (* ca. 1934; † 1. Februar 1968 in Saigon) war während des Vietnamkrieges unter seinem „Kampfnamen“ Bảy Lốp Mitglied der Nationalen Front für die Befreiung Südvietnams (Vietcong), wo er als Offizier zuletzt im Rang eines Hauptmanns diente, und kämpfte unter anderem während der Tet-Offensive. Weltweit bekannt wurden die auf Film und Foto festgehaltenen Bilddokumente seiner Tötung durch Nguyễn Ngọc Loan, den südvietnamesischen General und Polizeichef von Saigon, die, ähnlich der Aufnahme von der Selbstverbrennung des Mönchs Thích Quảng Đức und denen des „Napalm-Mädchens“ Phan Thị Kim Phúc, zu den bekanntesten des Vietnamkrieges gehören.

## Umstände des Todes

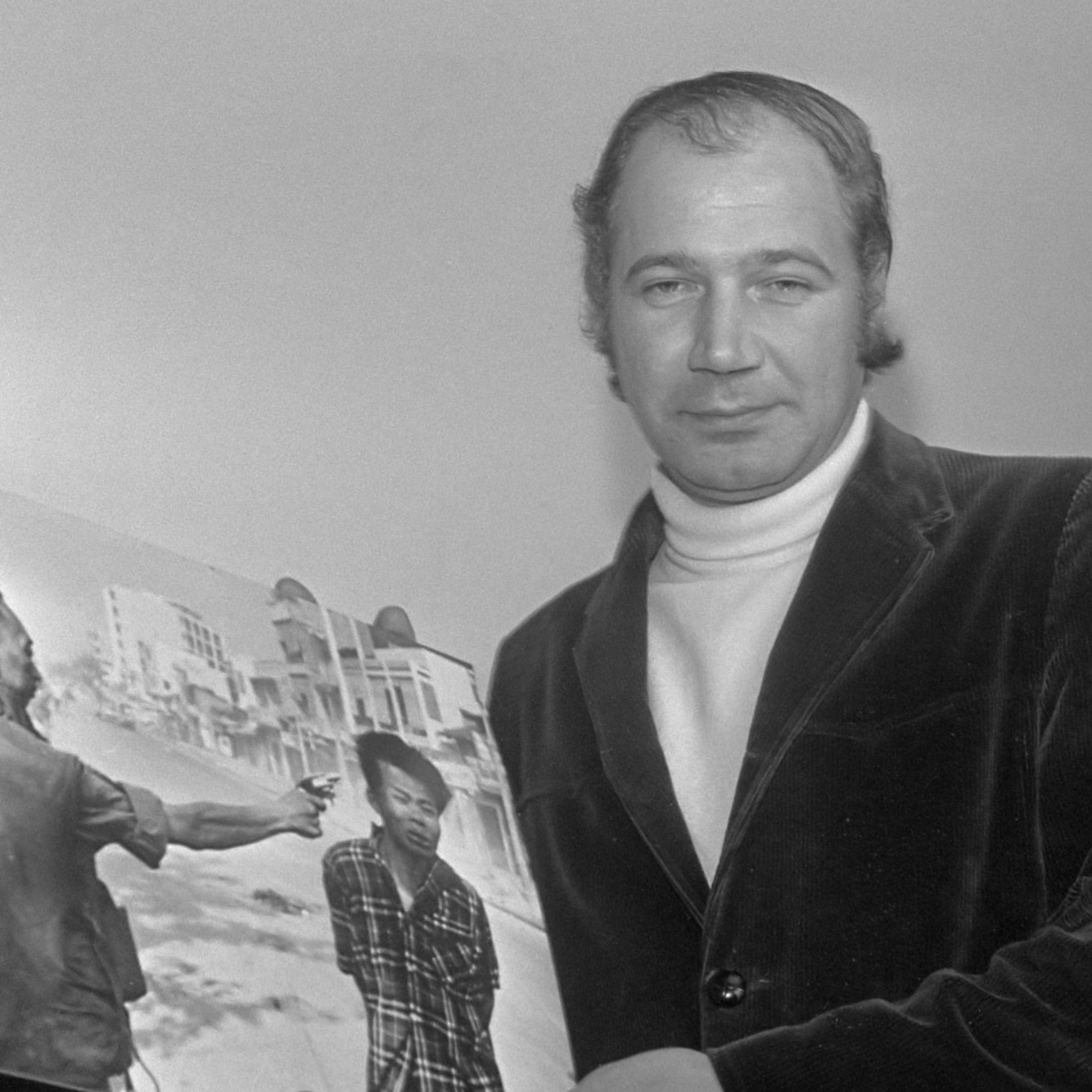
Fotograf Eddie Adams mit einer Abbildung seines Fotos, das die Erschießung von Nguyễn Văn Lém zeigt

Nach seiner Ergreifung und noch während der andauernden Kämpfe in Saigon wurde er vom damaligen Polizeichef Nguyễn Ngọc Loan in Saigon auf offener Straße durch einen Kopfschuss getötet, in Anwesenheit des NBC-Kameramanns Vo Suu und des AP-Fotografen Eddie Adams. Nguyễn Văn Lém soll nach Darstellung von Nguyễn Ngọc Loan während der am Vortag gestarteten Tet-Offensive einen terroristischen Anschlag verübt haben, bei dem unter anderem die Familie eines Polizeioffiziers ermordet wurde. Inwieweit dies der Wahrheit entspricht, wurde nie aufgeklärt.
Die von Vo Suu in Farbe und mit Ton aufgezeichnete Filmsequenz beginnt mit einer Gruppe südvietnamesischer Soldaten, die Nguyễn Văn Lém, dessen Hände auf dem Rücken gefesselt sind, zu einer Gruppe weiterer Soldaten führen, unter denen auch der Polizeichef Nguyễn Ngọc Loan ist. Nach einem kurzen Wortwechsel winkt der Polizeichef mit seinem Revolver und die Gruppe löst sich auf. Nguyễn Văn Lém bleibt stehen, ohne den Polizeichef anzusehen. Dieser richtet die Waffe mit den Worten: „Ich richte dich hin.“ auf die rechte Kopfseite von Nguyễn Văn Lém und erschießt ihn. Nguyễn Văn Lém sackt zusammen und stürzt. Aus der Eintrittswunde am Kopf schießt in hohem Bogen eine Blutfontäne, Nguyễn Văn Léms Körper verkrampft für einen Moment, entspannt dann und bleibt auf der linken Seite liegen. Die Fontäne versiegt nach dem Sturz Văn Léms rasch und verströmt als Blutlache auf dem Asphalt. Der Polizeichef steckt den Revolver in seinen Gürtel und verlässt ruhig den Bildausschnitt nach rechts.

## Nachwirkung
Das Schwarzweißfoto von Adams, das den Moment der Tötung Nguyễn Văn Léms zeigt, ging um die Welt und wurde aufgrund der internationalen Reaktionen zu einem Sinnbild für die zunehmende Bedeutung von Massenmedien bei der Kriegführung. Es wurde Pressefoto des Jahres 1968, und ein Jahr später wurde Adams dafür mit dem Pulitzer-Preis ausgezeichnet.